# Diestota plana
Diestota plana är en skalbaggsart som beskrevs av Sharp 1880. Diestota plana ingår i släktet Diestota och familjen kortvingar. Inga underarter finns listade i Catalogue of Life.